# Nicolae Teodoreanu
Nicolae Teodoreanu (n. 17 august 1889, Rădești, Olt – d. 19 martie 1977, București) a fost un medic veterinar român, membru corespondent (1952) al Academiei Române.
Nicolae Teodoreanu, împreună cu Nicolae Filip, se ocupă de organizarea Oieriei Palas, fiind directorul acestei unități timp de 23 de ani. A condus Secția de Biologie aplicată din cadrul Institutului de Cercetări Zootehnice până la pensionare.
În perioada 1948 – 1950, Nicolae Teodoreanu a făcut parte din corpul profesoral al Facultății de Zootehnie ca titular al disciplinei de Zootehnie generală.A fost profesor cercetător la Institutul de biologie din București. Nicolae Teodoreanu a reușit să realizeze, împreună cu Sava Timariu, rasa de ovine Merinos de Palas. Pentru această realizare, Nicolae Teodoreanu a primit în 1962 Premiul de Stat al Republicii Populare Române. Una din străzile din Constanța poartă numele lui Nicolae Teodoreanu. 

## Premii și distincții
- Premiul de Stat (1962)[3]
- Ordinul Steaua Republicii Socialiste România clasa a IV-a (1971) „pentru merite deosebite în opera de construire a socialismului, cu prilejul aniversării a 50 de ani de la constituirea Partidului Comunist Român”[4]